# Rio Nanticoke

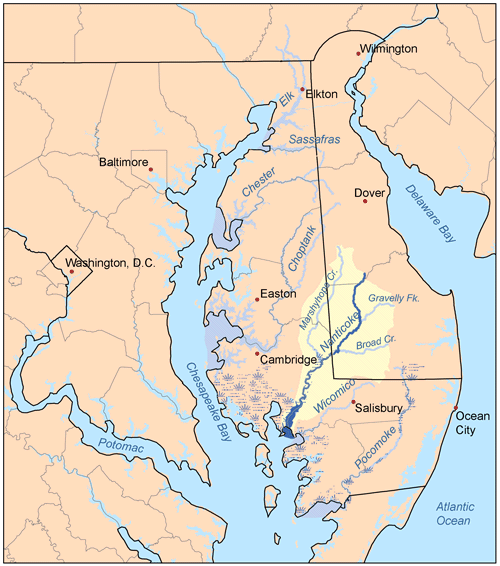
Mapa dos rios da margem oriental de Maryland, com o Nanticoke e sua bacia em destaque.

O rio Nanticoke (em inglês:  Nanticoke River) é um rio dos Estados Unidos, principal curso de água na península de Delmarva a desaguar na baía de Chesapeake. Origina-se no sul do condado de Kent, atravessa o condado de Sussex, em Delaware, e faz a fronteira entre os condados de Dorchester e Wicomico, em Maryland. Seus principais afluentes são o riacho Marshyhope, no norte, e os riachos Gravelly e Broad, a sul. O Nanticoke tem 48 quilômetros de extensão.